# Ruivães (Vieira do Minho)
Ruivães ist ein Ort und eine ehemalige Gemeinde (Freguesia) im Norden Portugals.

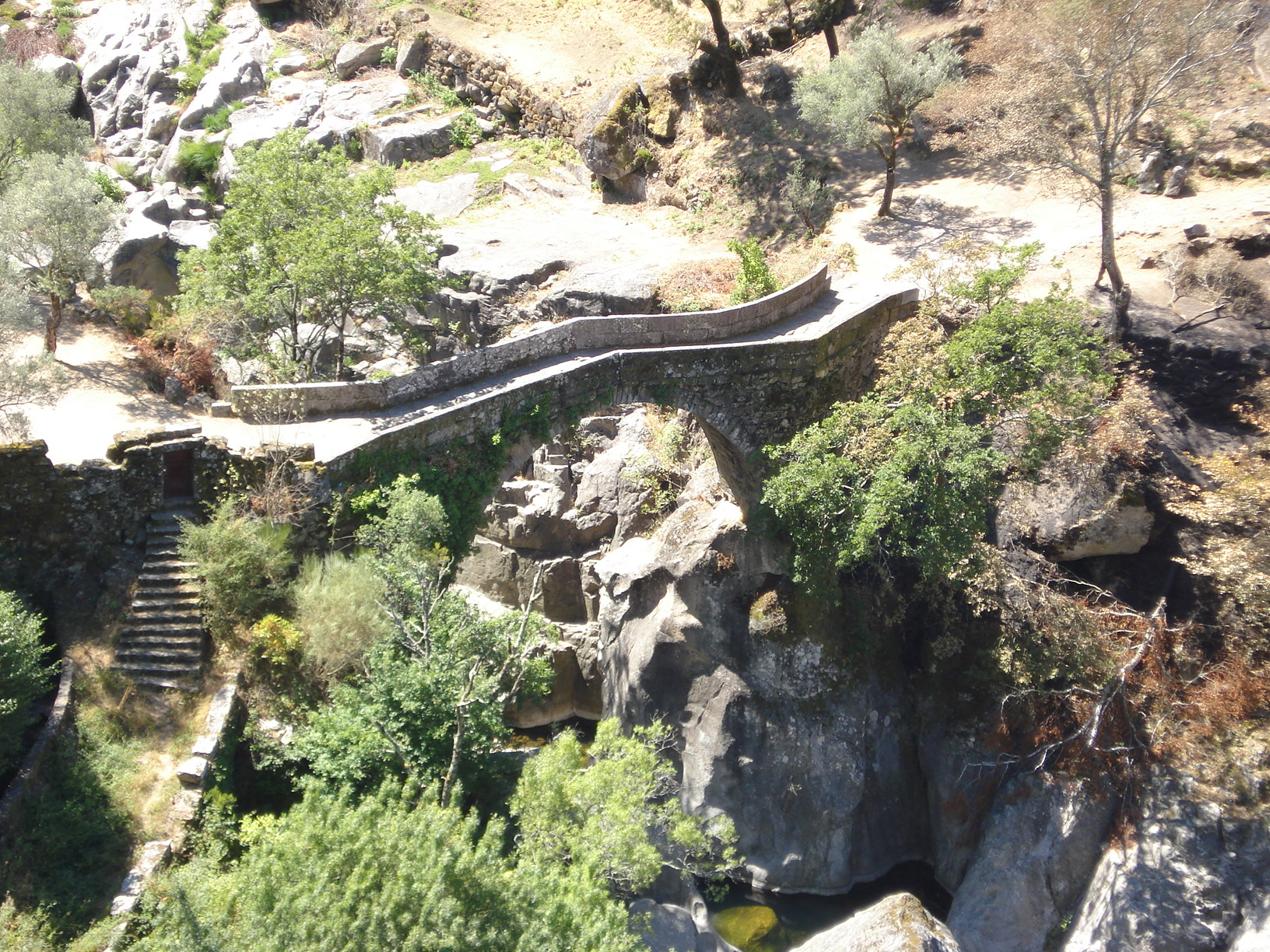
Brücke von Mizarela

Ruivães gehört zum Kreis Vieira do Minho im Distrikt Braga. Die Gemeinde hatte eine Fläche von 30,2 km² und 753 Einwohner (Stand 30. Juni 2011).
Am 29. September 2013 wurden die Gemeinden Ruivães und Campos zur neuen Gemeinde União das Freguesias de Ruivães e Campos zusammengeschlossen. Ruivães ist Sitz dieser neu gebildeten Gemeinde.

## Bauwerke (Auswahl)
- Pelourinho von Ruivães
- Ponte de Mizarela